# Strathclyde
Strathclyde [stɹæθˈklaɪd] (schottisch-gälisch Srath Chluaidh) war von 1975 bis 1996 eine Region im Westen Schottlands, rund um den Firth of Clyde und die Metropole Glasgow. In Strathclyde lebte etwa die Hälfte der schottischen Bevölkerung.

## Name
Die wörtliche Bedeutung von Strathclyde ist „Tal des Clyde“. Die Region war nach dem alten britannischen Königreich Strathclyde benannt, das sich über das westliche Schottland erstreckte.

## Geschichte
Die Region wurde 1975 aus den Grafschaften Dunbartonshire, Ayrshire, Buteshire, Lanarkshire, Renfrewshire und Teilen der Grafschaften Argyll und Stirlingshire gebildet. Danach war die Region in 19 Districts gegliedert:
- Argyll and Bute
- Bearsden and Milngavie
- Clydebank
- Clydesdale
- Cumbernauld and Kilsyth
- Cumnock and Doon Valley
- Cunninghame
- Dumbarton
- East Kilbride
- Eastwood
- Glasgow
- Hamilton
- Inverclyde
- Kilmarnock and Loudoun
- Kyle and Carrick
- Monklands
- Motherwell
- Renfrew
- Strathkelvin

1996 wurden die Regionen und Districts in Schottland abgeschafft und durch 32 Council Areas ersetzt. Auf dem Gebiet von Strathclyde wurden zwölf Council Areas eingerichtet:
| Unitary Authority   | Alte Districts                                                                               |
| ------------------- | -------------------------------------------------------------------------------------------- |
| Argyll and Bute     | Argyll and Bute und Teile des Districts Dumbarton                                            |
| East Ayrshire       | Kilmarnock and Loudoun und Cumnock and Doon Valley                                           |
| East Dunbartonshire | Bearsden and Milngavie und Teile des Districts Strathkelvin                                  |
| East Renfrewshire   | Eastwood und vom District Renfrew die Stadt Barrhead                                         |
| Glasgow             | Glasgow ohne die Stadtteile Rutherglen und Cambuslang                                        |
| Inverclyde          | Inverclyde                                                                                   |
| North Ayrshire      | Cunninghame                                                                                  |
| North Lanarkshire   | Cumbernauld and Kilsyth, Monklands, Motherwell und Teile des Districts Strathkelvin          |
| Renfrewshire        | Renfrew außer der Stadt Barrhead                                                             |
| South Ayrshire      | Kyle and Carrick                                                                             |
| South Lanarkshire,  | Clydesdale, East Kilbride, Hamilton und von Glasgow die Stadtteile Rutherglen und Cambuslang |
| West Dunbartonshire | Clydebank und Teile des Districts Dumbarton                                                  |

## Gegenwart
Die Region besteht bis heute fort als Polizeibezirk („Strathclyde Police“), als Feuerwehrbezirk („Strathclyde Fire and Rescue Service“) und als Nahverkehrsgebiet („Strathclyde Partnership for Transport“) und als Namensgeber für die University of Strathclyde.